# سالفاتوري جامبيانو
سالفاتوري جامبيانو (بالألمانية: Salvatore Gambino)‏ (27 نوفمبر 1983 بهاغن في ألمانيا - ) هو لاعب كرة قدم ألماني في مركز الوسط. لعب مع بوروسيا دورتموند ونادي كولن وKongsvinger IL ‏ ونادي كوبلنتس ونادي طرابنش 1905 ‏ ونادي غوبيو ونادي غروسيتو وWestfalia Rhynern ‏ وKongsvinger IL Toppfotball ‏.

## روابط خارجية
- سالفاتوري جامبيانو على موقع قاعدة بيانات كرة القدم.إي يو (الإنجليزية)
- سالفاتوري جامبيانو على موقع بيانات كرة القدم. دي إي (الألمانية)
- سالفاتوري جامبيانو على موقع عالم كرة القدم.نت (الإنجليزية)